# 445
Évszázadok: 4. század – 5. század – 6. század
Évtizedek: 390-es évek – 400-as évek – 410-es évek – 420-as évek – 430-as évek – 440-es évek – 450-es évek – 460-as évek – 470-es évek – 480-as évek – 490-es évek
Évek: 440 – 441 – 442 – 443 –  444 – 445 – 446 – 447 – 448 – 449 – 450

## Események

### Nyugat- és Keletrómai Birodalom
- III. Valentinianus császárt és Flavius Nomust választják consulnak.
- Meghal Bleda hun király, egyes történetírók szerint fivére, Attila ölette meg, aki így a hunok egyeduralkodójává válik.
- III. Valentinianus rendeletet hoz a manicheisták ellen.
- Petronius Maximus Rómában felépítteti a Forum Petronii Maximi-t és a császártól megkapja a kitüntető patricius címet.
- Maiorianus felmenti a frankok által ostromolt Turonumot.
- Az Ír-szigeten Szt. Patrik megalapítja armaghi templomát, térítői munkásságának központját.

## Halálozások
- Bleda, hun király
- Fan Je, kínai történetíró

## Fordítás
- Ez a szócikk részben vagy egészben  a(z)   445 című angol Wikipédia-szócikk ezen változatának fordításán alapul.  Az eredeti cikk szerkesztőit annak laptörténete sorolja fel. Ez a jelzés csupán a megfogalmazás eredetét és a szerzői jogokat jelzi, nem szolgál a cikkben szereplő információk forrásmegjelöléseként.